# Fronteira China–Índia
A fronteira entre China e Índia é a linha que limita os territórios da República Popular da China e da Índia. Esta fronteira tem três partes separadas, pois o Nepal e o Butão estão ambos encravados entre estes dois países, e separados entre si. O traçado não está acordado mutuamente em muitos locais.
A oeste do Nepal, o traçado da fronteira segue na cordilheira do Himalaia. Não existe acordo em muitos locais, particularmente a norte da região de Aksai Chin, administrada pela China mas reivindicada pela Índia. Neste local a fronteira corresponde de facto à Linha de Controle Real (Line of Actual Control) entre os dois países. Mais a norte, a Índia controla o glaciar de Siachen, reivindicada pelo Paquistão, zona fronteira ao Vale de Shaksgam, ocupada pela China mas reivindicada pela Índia.
Entre o Nepal e o Butão, a Índia e a China partilham de novo um pequeno pedaço de fronteira.
A leste do Butão, os dois países têm fronteira até Mianmar. O traçado desta linha divisória é de novo polémico, pois a China não reconhece a soberania indiana sobre Arunachal Pradesh.

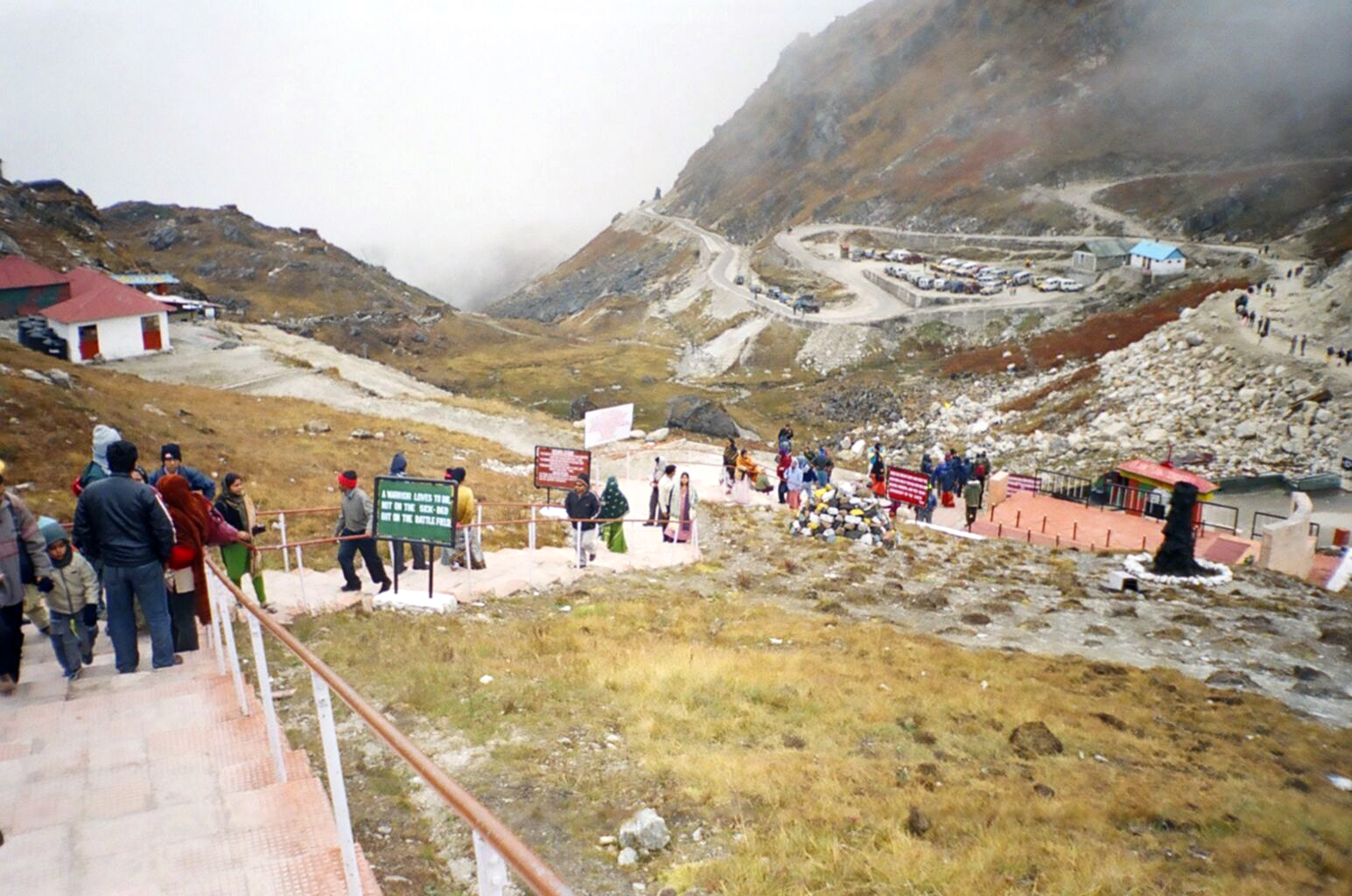
Posto fronteiriço de Nathu La, um chamariz turístico numa fronteira raramente atravessada